# Lista över fornlämningar i Falköpings kommun (Vistorp)
Lista över fornlämningar i Falköpings kommun (Vistorp) är en förteckning av ett urval av de fornlämningar som finns i Vistorp i Falköpings kommun.
| Namn         | Lämningstyp  | Tillkomsttid | Historisk indelning    | Plats | Läge                 | ID-nr          | Bild                                 |
| ------------ | ------------ | ------------ | ---------------------- | ----- | -------------------- | -------------- | ------------------------------------ |
| Vistorp 3:1  | Stensättning |              | Vistorp, Västergötland |       | 57.998947, 13.677656 | 10209100030001 | Ladda upp en bild av detta fornminne |
| Vistorp 3:2  | Stenkrets    |              | Vistorp, Västergötland |       | 57.998764, 13.677193 | 10209100030002 | Ladda upp en bild av detta fornminne |
| Vistorp 3:3  | Stenkrets    |              | Vistorp, Västergötland |       | 57.998603, 13.676807 | 10209100030003 | Ladda upp en bild av detta fornminne |
| Vistorp 4:1  | Stensättning |              | Vistorp, Västergötland |       | 57.997436, 13.681974 | 10209100040001 | Ladda upp en bild av detta fornminne |
| Vistorp 5:1  | Stensättning |              | Vistorp, Västergötland |       | 58.006036, 13.682200 | 10209100050001 | Ladda upp en bild av detta fornminne |
| Vistorp 6:1  | Stensättning |              | Vistorp, Västergötland |       | 58.003636, 13.685078 | 10209100060001 | Ladda upp en bild av detta fornminne |
| Vistorp 7:1  | Stensättning |              | Vistorp, Västergötland |       | 58.006565, 13.682902 | 10209100070001 | Ladda upp en bild av detta fornminne |
| Vistorp 8:1  | Stensättning |              | Vistorp, Västergötland |       | 58.012705, 13.678277 | 10209100080001 | Ladda upp en bild av detta fornminne |
| Vistorp 9:1  | Stensättning |              | Vistorp, Västergötland |       | 58.023315, 13.689833 | 10209100090001 | Ladda upp en bild av detta fornminne |
| Vistorp 9:2  | Stensättning |              | Vistorp, Västergötland |       | 58.023472, 13.690068 | 10209100090002 | Ladda upp en bild av detta fornminne |
| Vistorp 11:1 | Stensättning |              | Vistorp, Västergötland |       | 58.023558, 13.662610 | 10209100110001 | Ladda upp en bild av detta fornminne |
| Vistorp 11:2 | Stensättning |              | Vistorp, Västergötland |       | 58.023466, 13.662700 | 10209100110002 | Ladda upp en bild av detta fornminne |
| Vistorp 12:1 | Stensättning |              | Vistorp, Västergötland |       | 58.023099, 13.659459 | 10209100120001 | Ladda upp en bild av detta fornminne |
| Vistorp 13:1 | Stensättning |              | Vistorp, Västergötland |       | 58.025543, 13.663493 | 10209100130001 | Ladda upp en bild av detta fornminne |
| Vistorp 14:1 | Stensättning |              | Vistorp, Västergötland |       | 58.022841, 13.652328 | 10209100140001 | Ladda upp en bild av detta fornminne |
| Vistorp 14:2 | Hög          |              | Vistorp, Västergötland |       | 58.022893, 13.652020 | 10209100140002 | Ladda upp en bild av detta fornminne |
| Vistorp 14:3 | Stensättning |              | Vistorp, Västergötland |       | 58.022937, 13.651802 | 10209100140003 | Ladda upp en bild av detta fornminne |
| Vistorp 15:1 | Hällristning |              | Vistorp, Västergötland |       | 58.021296, 13.644012 | 10209100150001 | Ladda upp en bild av detta fornminne |
| Vistorp 23:1 | Stensättning |              | Vistorp, Västergötland |       | 57.996028, 13.679085 | 10209100230001 | Ladda upp en bild av detta fornminne |
| Vistorp 27:1 | Hällristning |              | Vistorp, Västergötland |       | 57.999509, 13.680882 | 10209100270001 | Ladda upp en bild av detta fornminne |